# ミラノ市立自然史博物館
ミラノ市立自然史博物館 (-しりつしぜんしはくぶつかん、Museo Civico di Storia Naturale de Milan) は、1838年に創設されたヨーロッパで最も重要な自然博物館の一つである。

## 歴史
博物館は自然科学者で収集家のジュゼッペ・ダ・クリストフォリス（1803年 - 1837年）の意志により生まれた。彼がミラノ市に遺産として残した膨大なコレクションを彼の友人であった管理は初代館長ジョルジョ・ヤン（1791年 - 1866年）に任され、それが博物館の元となった。その彼の遺産も重要な自然科学のコレクションとして博物館に残った。
その後巨大に成長したコレクションを収容する必要から、ジョヴァンニ・チェルーティの計画によるコルソ・ヴェネツィア地区のインドロ・モンタネッリ公共庭園内に、1888年から1893年に上部ではネオ・ゴシック様式もうかがえるネオロマン様式で専用の建物が現在の場所に建てられた。
博物館は1943年の空襲によりほとんどが破壊され、コレクションの半分が失われた。戦後再建され、1952年に再び公開された。

## 現状
現在博物館は2つの階に23の連続した展示室（約5,500 m²）と屋根裏部屋を持ち、約300万の収蔵品がある。
さらにイタリアで最も大きなジオラマの展示（百ほど）を行っている。
付属の図書館には120,000冊の蔵書があり4,000の雑誌の定期購読を行っている。

## 画像

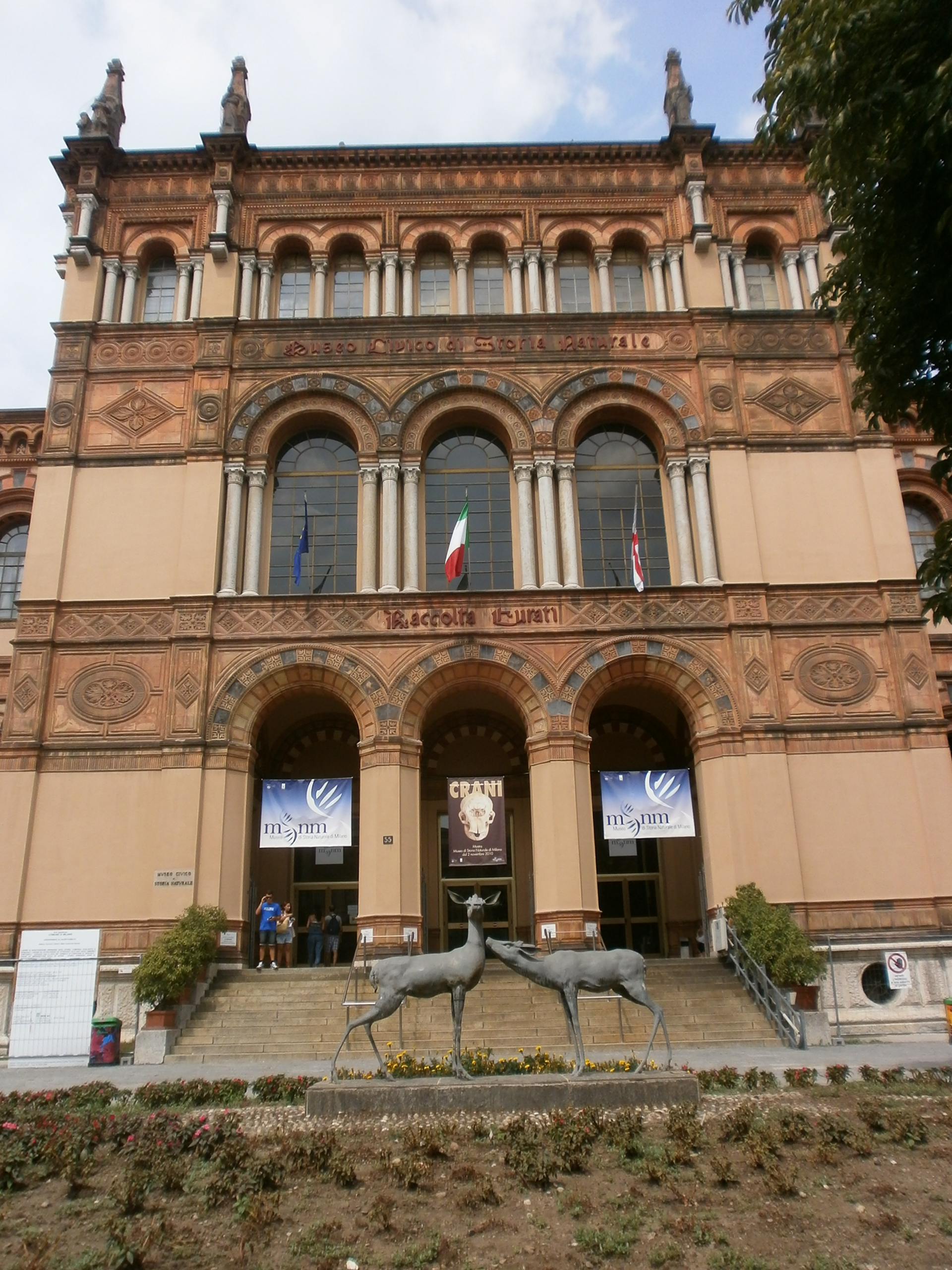
建物
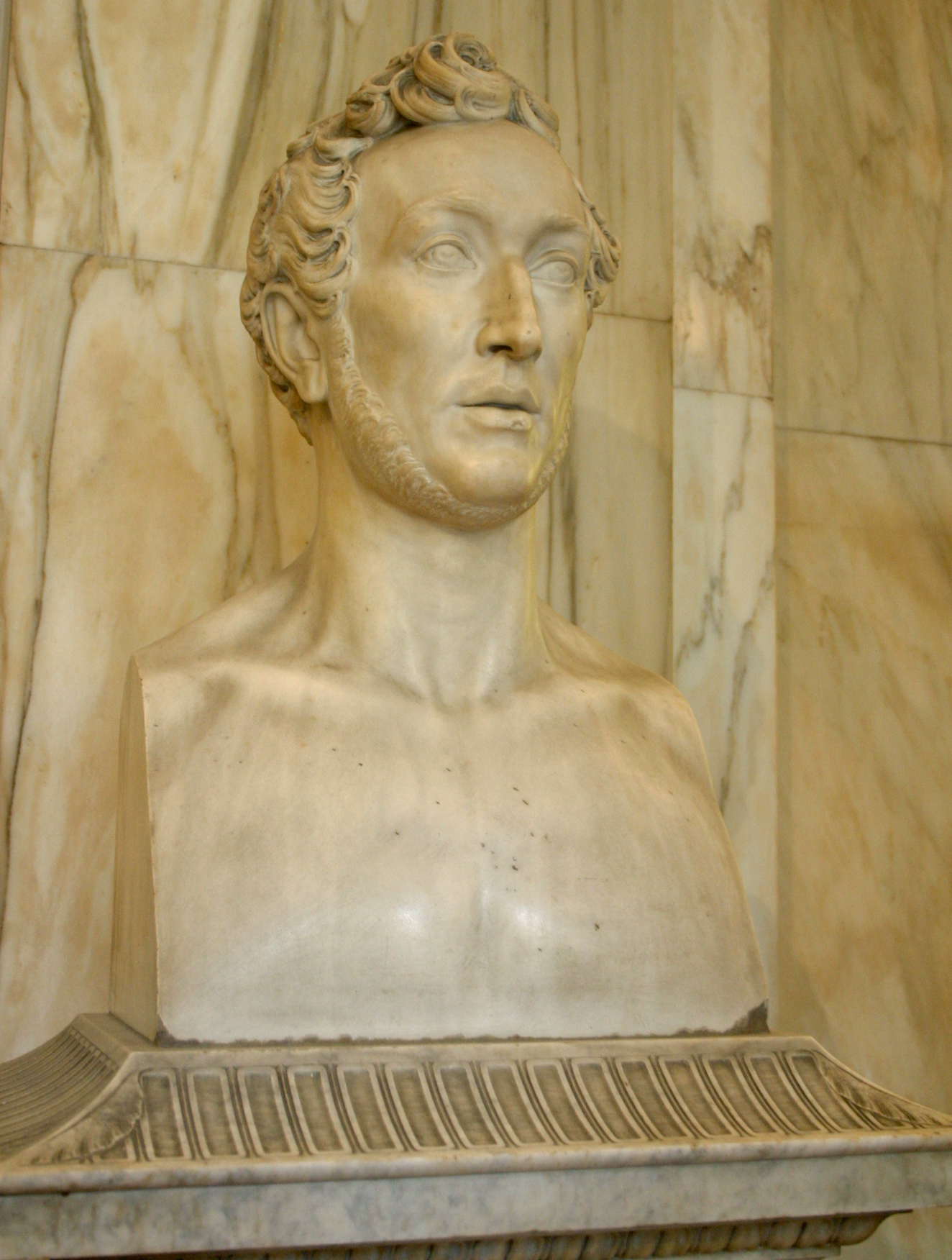
創設者ジュゼッペ・デ・クリストフォリスの胸像
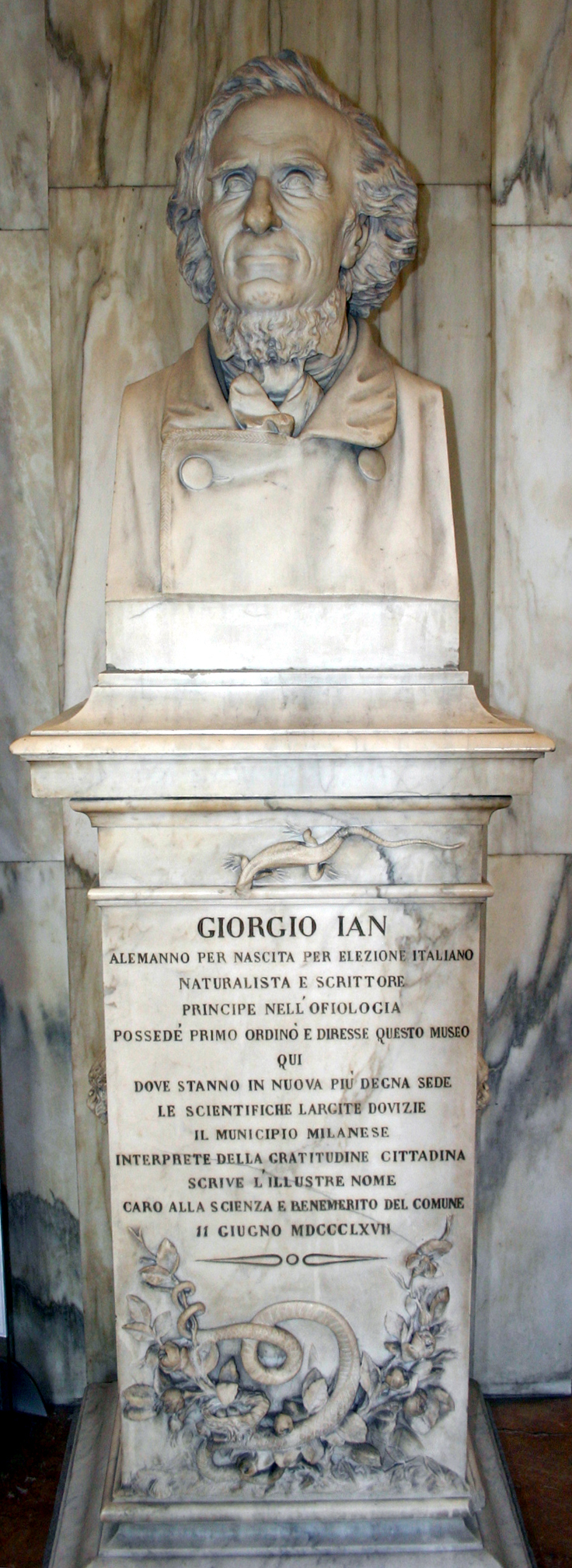
ジョルジョ・ヤンの記念碑
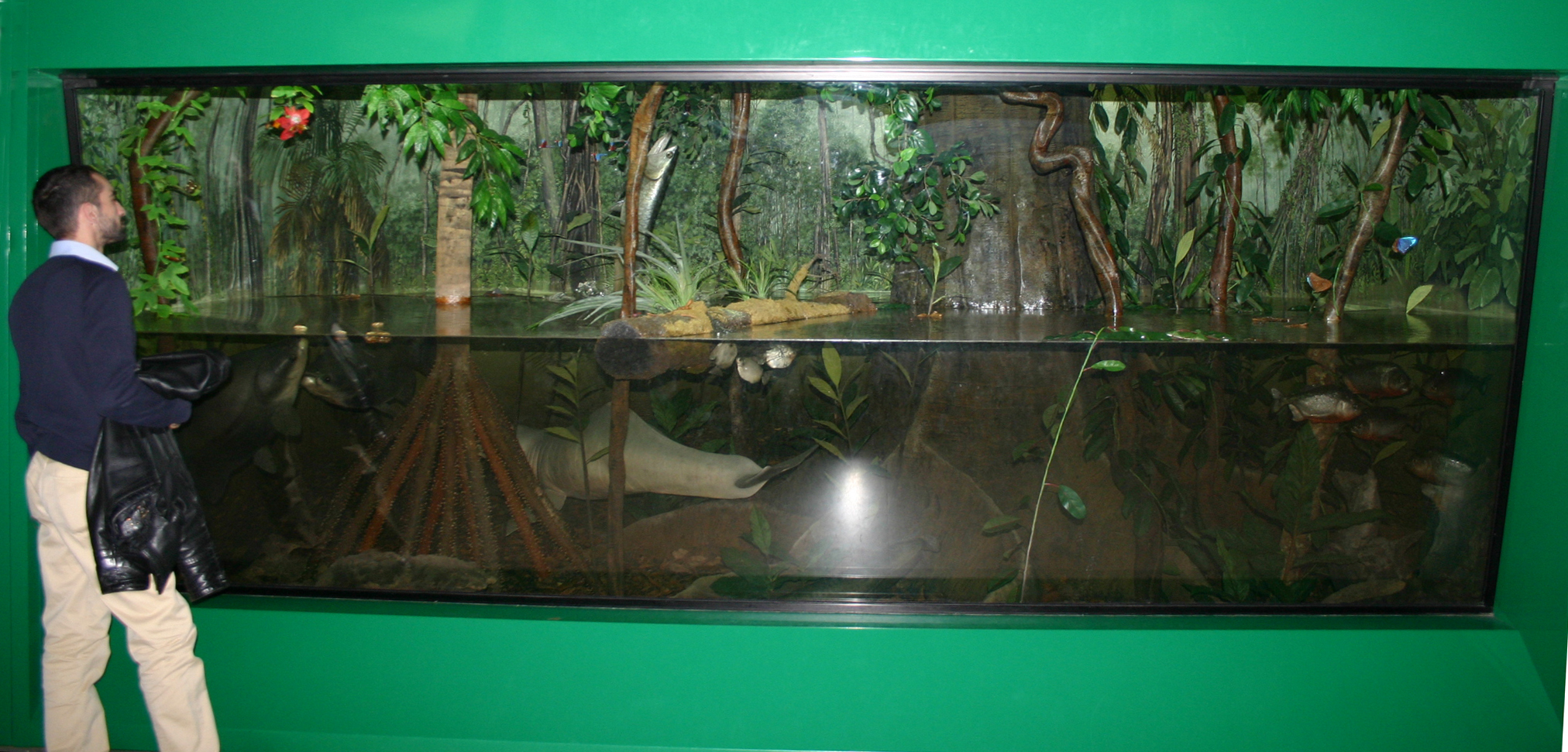
ジオラマの例
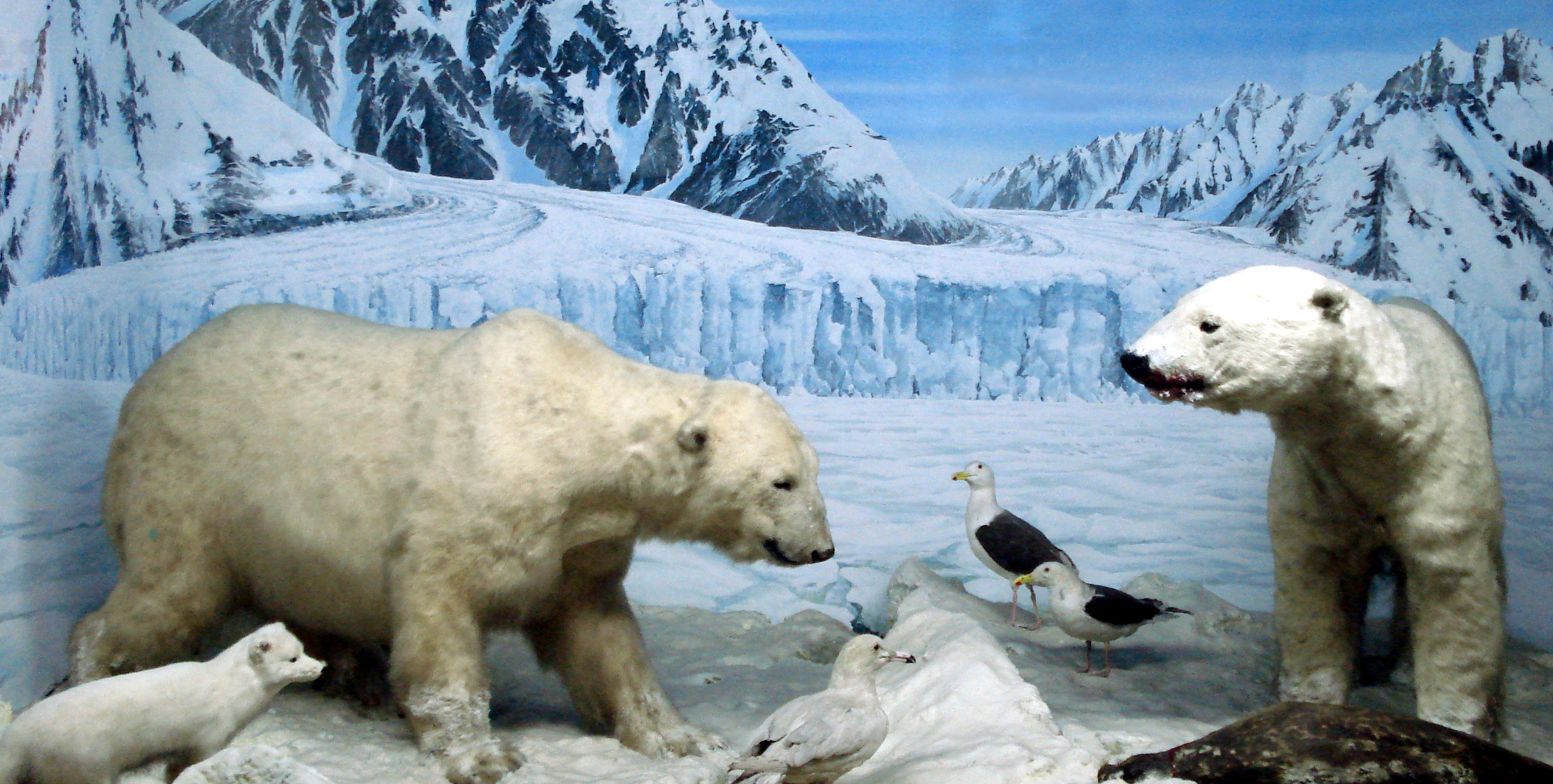
ジオラマ
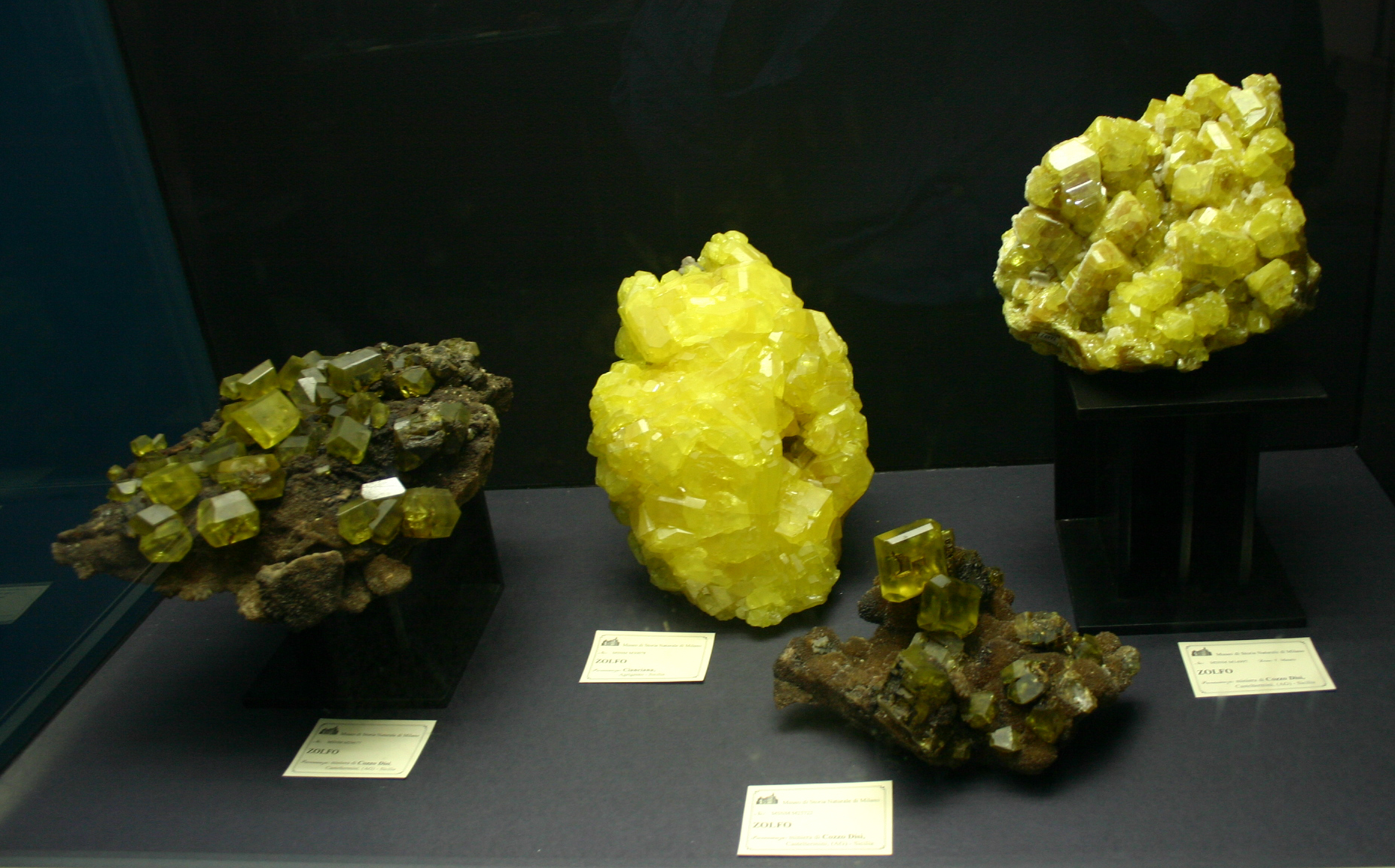
硫黄鉱の展示
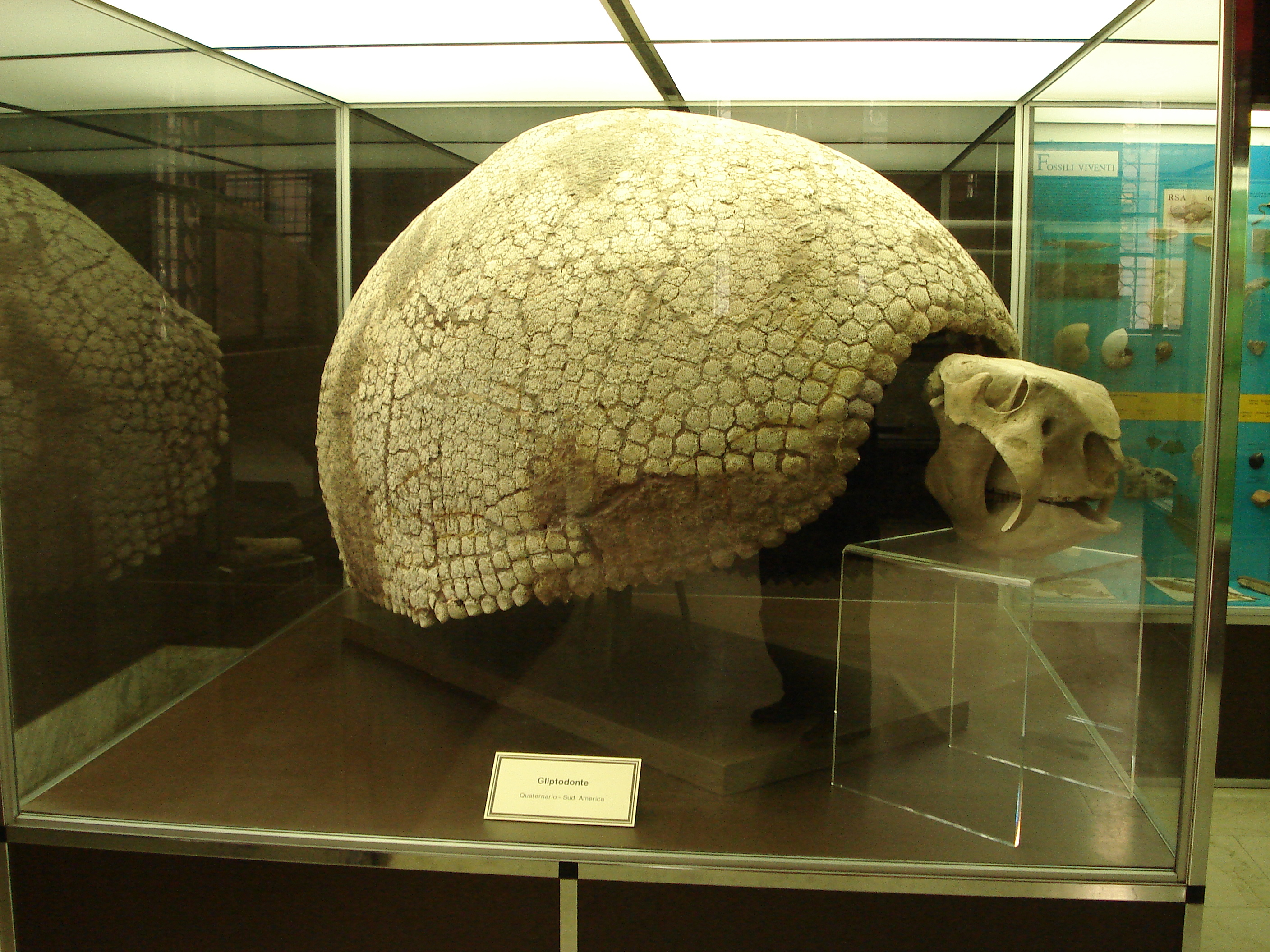
古生物学的発見物の展示物（グリプトドン）
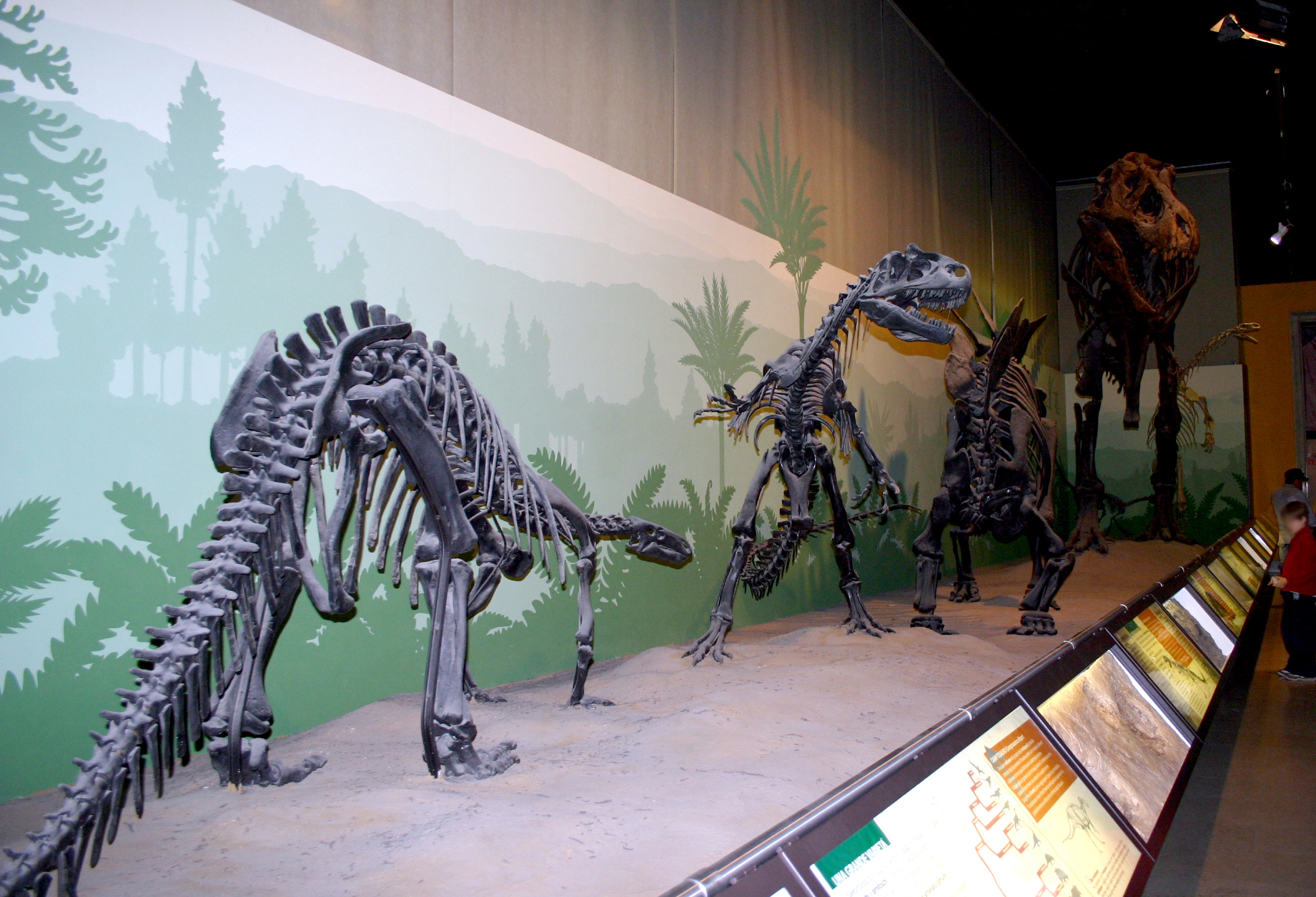
ジュラ紀の恐竜の展示室
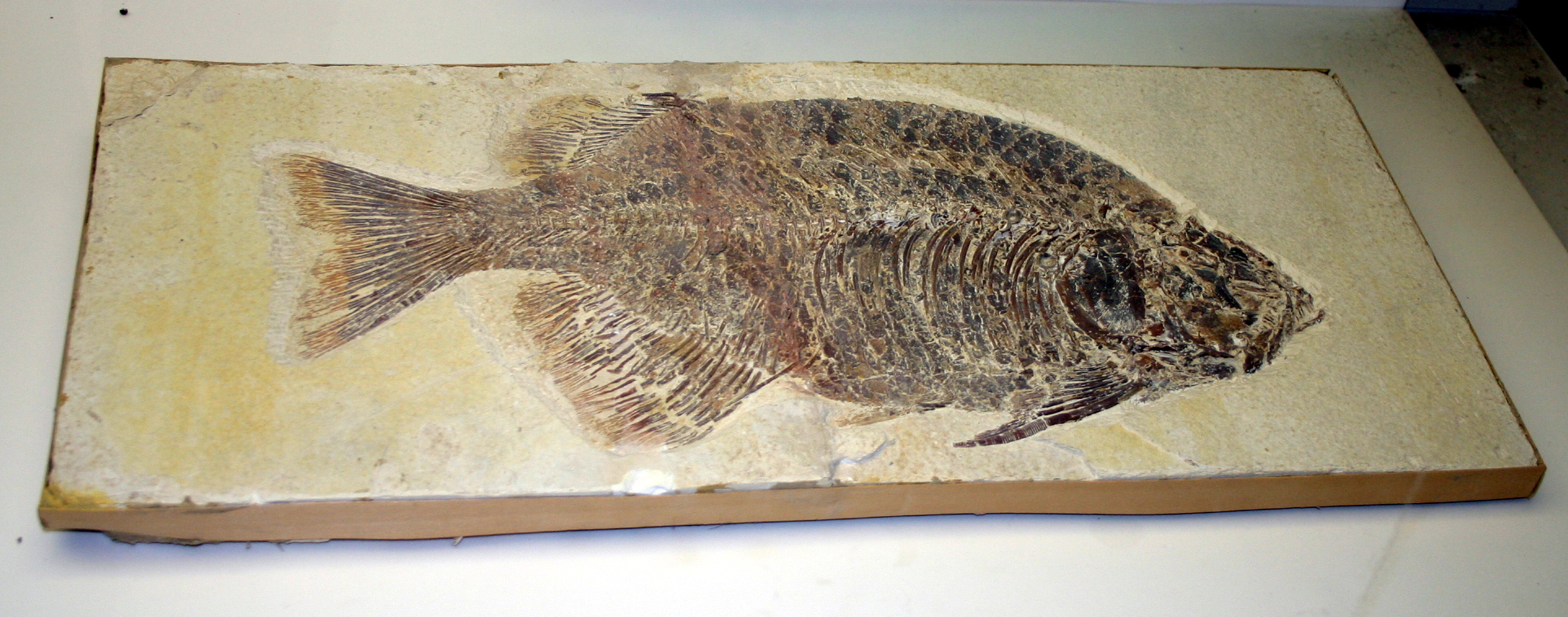
魚 (Phareodus testis) の化石
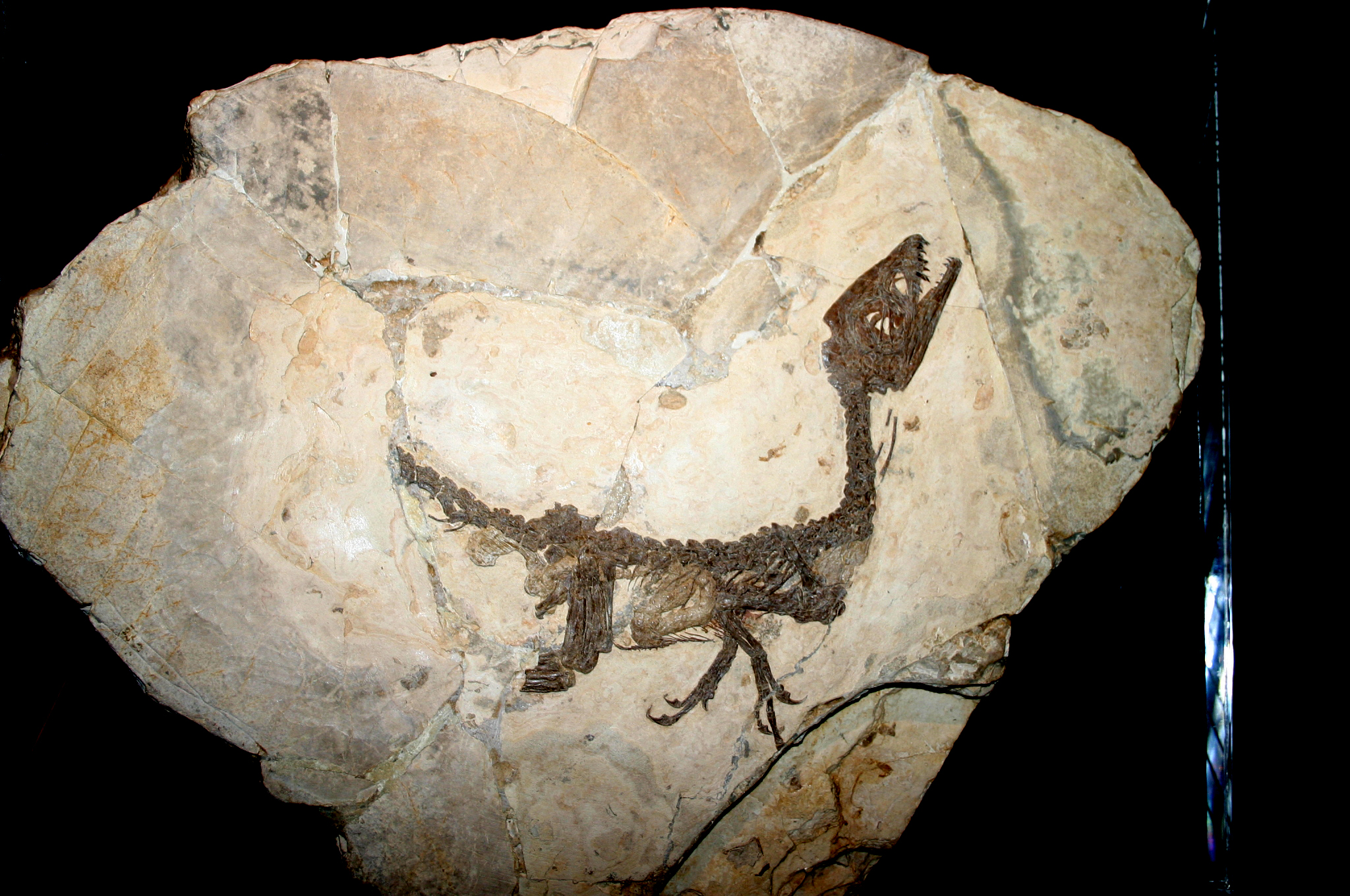
有名なスキピオニクス・サムニティクス（赤ちゃん恐竜）の化石

## 行き方
- ミラノ地下鉄 M1線 パレストロ駅の北東 約150m
- ミラノ地下鉄 M1線 ポルタ・ヴェネツィア駅の南西 約350m
- ミラノ近郊鉄道 ミラノ・ポルタ・ヴェネツィア駅の南西 約550m
- 路面電車 9系統 ポルタ・ヴェネツィア停留所